# 다이앤 캐럴
다이앤 캐럴(Diahann Carroll, 1935년 7월 17일 ~ 2019년 10월 4일)은 미국의 배우이다.

## 영화
- 카르멘 존스
- 포기와 베스 (영화)
- 이수 (1961년 영화)
- 더 파이브 하트비트

## 텔레비전
- 에드 설리번 쇼
- 다이너스티 (1981년 드라마)
- 천사의 손길
- 그레이 아나토미
- 화이트 칼라 (드라마)

## 연극
- 버자이너 모놀로그